# Джеф Беннетт
Джефф Беннетт (англ. Jeff Bennett; нар. 2 жовтня 1962) — американський актор озвучування.

## Біографія
Джефф Беннетт народився 2 жовтня 1962 року у Г'юстоні. Вперше спробував себе як актора озвучування 1984 року (англомовний дубляж персонажа Гікурі в аніме «Навсікая з Долини Вітрів»), потім 1989 року (англомовний дубляж персонажа батько Кікі в аніме «Відьмина служба доставки»), і з 1991 року регулярно озвучує різноманітних персонажів мультфільмів та відеоігор. Відомий завдяки озвучуванню Джонні Браво в однойменному мультсеріалі, де голос актора майже не відрізняється від голосу Елвіса Преслі.

## Нагороди та номінації
- 1995 — «Енні» у категорії «Озвучування в анімації» за роль у мультсеріалі «Джонні Браво» — номінація.
- 1997 — «Енні» у категорії «Найкраще індивідуальне досягнення в озвучуванні на Т» за роль у мультсеріалі «Джонні Браво» — номінація.
- 2003 — DVD Exclusive Awards у двох категоріях за ролі у мультфільмах «Том та Джеррі: Чарівне кільце»[en] і «Земля до початку часів 9: Подорож до Великої Води» — обидві номінації.
- 2011 — «Енні» у категорії «Найкраще озвучування в анімації на Т» за роль у мультсеріалі «Фенбой і Чам-Чам» —номінація.
- 2012 — Денна премія «Еммі» в категорії «Видатна робота в анімаційної програмі» за роль у мультсеріалі «Пінгвіни з Мадагаскару» — номінація.
- 2012 — «Енні» у категорії «Озвучування на Т» за роль у мультсеріалі «Пінгвіни з Мадагаскару» — перемога.
- 2013 — «Енні» у категорії «Озвучування в анімації на ТБ і другом мовленні» за роль у мультсеріалі «ТУРБО Пес» — номінація.

## Вибрані роботи
За 22 роки кіно-кар'єри Джефф Беннетт озвучив персонажів більш ніж 380 мультфільмів та комп'ютерних ігор.

### Озвучування мультфільмів

#### 1984 — 1999
- 1984 — Навсікая з Долини вітрів/ 風の谷のナウシカ — Гікурі (англомовний дубляж)
- 1989 — Відьмина служба доставки / 魔女 の 宅急便 — батько Кікі (англомовний дубляж)
- 1992 — Натуральна мультяшність / Raw Toonage — Нервовий, собака (у дванадцяти епізодах)
- 1992–1993 — Бетмен / Batman — різні ролі (в шести епізодах)
- 1992–1994 — Русалочка / The Little Mermaid — принц Ерік (в трьох епізодах)
- 1993 — Два дурних пса / 2 Stupid Dogs — різні ролі (в трьох епізодах)
- 1993 — Чокнутий / Bonkers — різні ролі (у двадцяти трьох епізодах)
- 1993, 1996 — Миші-байкери з Марса / Biker Mice from Mars — Камамбер/Мейс (в трьох епізодах)
- 1993–1998 — Пустотливі анімашки / Animaniacs — різні ролі (в тридцяти п'яти епізодах)
- 1994 — Повернення Джафара/ The Return of Jafar — злодій
- 1994 — Земля первісних часів II: Пригоди у Великій долині / The Land Before Time II: The Great Valley Adventure — Петрі/Оззі
- 1994–1995 — Аладдін / Aladdin — Амін Димуль/Мозенрат (в шести епізодах)
- 1994, 1996 — Фантом 2040 / Phantom 2040 — різні ролі (в чотирьох епізодах)
- 1994–1996 — Гаргульї / Gargoyles — різні ролі (в сорока шести епізодах)
- 1995 — Земля до початку часів 3: У пошуках води / The Land Before Time III: The Time of the Great Giving — Петрі/Матт/ігуанодонти
- 1995–1996 — Маска[en] / The Mask: The Animated Series — різні ролі (в шести епізодах)
- 1995–1997 — Фріказоід! / Freakazoid! — різні ролі (в шістнадцяти епізодах)
- 1995–1998 — Пінкі та Брейн / Pinky and the Brain — різні ролі (у двадцяти чотирьох епізодах)
- 1995–1999 — Король Лев: Тімон та Пумба / Timon & Pumbaa — різні ролі (в сімнадцяти епізодах)
- 1996 — Джеймс та гігантський персик / James and the Giant Peach — гусениця (виконання пісень, в титрах не вказаний)
- 1996 — Земля до початку часів 4: Земля Туманов / The Land Before Time IV: Journey Through the Mists — Петрі/Ичи
- 1996–2003 — Лабораторія Декстера / Dexter's Laboratory — різні ролі (в шістдесяти шести епізодах)
- 1997 — Красуня та Чудовисько: Чудесне Різдво / Beauty and the Beast: The Enchanted Christmas — Сокира
- 1997 — Земля до початку часів 5: Таємничий острів / The Land Before Time V: The Mysterious Island — Петрі/містер Клабтейл
- 1997–1998 — 101 далматинець / 101 Dalmatians: The Series — різні ролі (в шістдесяти чотирьох епізодах)
- 1997–1999 — нові пригоди Бетмена / The New Batman Adventures — різні ролі (в шести епізодах)
- 1997–2004 — Джонні Браво / Johnny Bravo — Джонні Браво (в шістдесяти двох епізодах)
- 1998 — Покахонтас 2: Подорож в новий світ / Pocahontas II: Journey to a New World — другорядні персонажі
- 1998 — Геркулес / Hercules — другорядні персонажі (в трьох епізодах)
- 1998 — Земля до початку часів 6: Таємниця Скелі Динозавра / The Land Before Time VI: The Secret of Saurus Rock — Петрі/Спайк
- 1998–2004 — Суперкрихітки / The Powerpuff Girls — різні ролі (у двадцяти двох епізодах)
- 1999 — Секретні матеріали псів-шпигунів / The Secret Files of the Spy Dogs — різні ролі (в чотирьох епізодах)

#### 2000–2009
- 2000 — Скубі-Ду та нашестя інопланетян / Scooby-Doo and the Alien Invaders — Лестер
- 2001 — Леді та Бродяга 2 / Lady and the Tramp II: Scamp's Adventure — Бродяга/Джок, скотч-тер'єр/другорядні персонажі
- 2001 — Земля до початку часів 7: Камінь Холодного Вогню/ The Land Before Time VII: The Stone of Cold Fire — Петрі/Спокс
- 2001 — Чарівне Різдво у Мікі: Замкнені снігом в Мишачому домі / Mickey's Magical Christmas: Snowed in at the House of Mouse — Люм'єр
- 2001 — Будинок лиходіїв. Мишачий будинок / Mickey's House of Villains — продавець
- 2001 — Земля до початку часів 8: Велика холоднеча / The Land Before Time VIII: The Big Freeze — Петрі/корітозавр
- 2001–2002 — Мишачий будинок / Disney's House of Mouse — різні ролі (у двадцяти трьох епізодах)
- 2001–2003 — Легенда Тарзана[en] / The Legend of Tarzan — професор Архімед Кью. Портер (в тридцяти двох епізодах)
- 2001–2004 — Самурай Джек / Samurai Jack — різні персонажі (в тринадцяти епізодах)
- 2002 — Пітер Пен 2: Повернення в Неверленд / Return to Never Land — пірати
- 2002 — Балто 2: У пошуках вовка / Balto II: Wolf Quest — Як
- 2002 — Том та Джеррі: Чарівне кільце[en] / Tom and Jerry: The Magic Ring — Том
- 2002 — Тарзан та Джейн / Tarzan & Jane — професор Архімед Кью. Портер
- 2002 — Земля до початку часів 9: Подорож до Великої Води / The Land Before Time IX: Journey to Big Water — Петрі
- 2002–2005 — Що новенького, Скубі-Ду ? / What's New, Scooby-Doo? — різні ролі (в дев'яти епізодах)
- 2002–2007 — Кім Всеможу / Кім Possible — другорядні персонажі (в одинадцяти епізодах)
- 2002–2008 — Пароль: «Сусідські дітлахи» / Codename: Kids Next Door — другорядні персонажі (в двадцяти шести епізодах)
- 2003 — 101 далматинець 2: Пригоди Патча в Лондоні / 101 Dalmatians II: Patch's London Adventure — Джаспер
- 2003 — Книга джунглів 2 / The Jungle Book 2 — другорядні персонажі
- 2003 — Скубі-Ду та легенда про вампіра / Scooby-Doo! and the Legend of the Vampire — Джаспер Ріджуей/Джек/охоронець
- 2003 — Земля до початку часів 10: Велика міграція Довгошиїх / The Land Before Time X: The Great Longneck Migration — Петрі
- 2003–2005 — Дак Доджерс / Duck Dodgers — різні ролі (в семи епізодах)
- 2003–2006 — Ліло та Стіч / Lilo & Stitch — різні ролі (в семи епізодах)
- 2003–2006 — Пригоди Джиммі Нейтрона, хлопчика-генія / The Adventures of Jimmy Neutron: Boy Genius — різні ролі (в шести епізодах)
- 2004 — Скубі-Ду та таємниця лохнеського чудовиська / Scooby-Doo! and the Loch Ness Monster — різні ролі
- 2004 — Три мушкетери: Міккі, Дональд та Гуфі / Mickey, Donald, Goofy: The Three Musketeers — брати Гавс/другорядні персонажі
- 2004–2005 — Megas XLR — різні ролі (в трьох епізодах)
- 2004–2005 — Дейв-варвар / Dave the Barbarian — оповідач за кадром (в двадцяти одному епізоді)
- 2004–2007, 2009 — Фостер: Будинок для друзів зі світу фантазій / Foster's Home for Imaginary Friends — різні ролі (в п'яти епізодах)
- 2005 — Том та Джеррі: Політ на Марс[en]/ Tom and Jerry: Blast Off to Mars — доктор Глакман/марсіанський стражник/президент
- 2005 — Земля до початку часів 11: Вторгнення Мелкозавров / The Land Before Time XI: Invasion of the Tinysauruses — Петрі
- 2005 — Життя та пригоди Джуніпер Лі / The Life and Times of Juniper Lee — різні ролі (в п'яти епізодах)
- 2005 — Том і Джеррі: Швидкий та пухнастий/ Tom and Jerry: The Fast and the Furry — Стід Дерклі
- 2005 — Бетмен проти Дракули / The Batman vs. Dracula — другорядні персонажі
- 2005 — Пригоди імператора 2: Пригоди Кронка / Kronk's New Groove — різні ролі
- 2005–2006 — Бетмен / The Batman — різні ролі (в чотирьох епізодах)
- 2005–2007 — Американський дракон: Джейк Лонґ / American Dragon: Jake Long — різні ролі (в тридцяти семи епізодах)
- 2005–2008 — Табір Лазло / Camp Lazlo — різні ролі (в тридцяти одному епізоді)
- 2006 — Цікавий Джордж / Curious George — продавець
- 2006 — Астерікс та вікінги / Astérix et les Vikings — Гетафікс/оповідач за кадром (в англомовному дубляжі)
- 2006 — Лерой та Стіч / Leroy & Stitch — доктор Жак фон Хаамстервель
- 2006 — Оповіді Земномор'я/ ゲド 戦記 — другорядні персонажі (в англомовному дубляжі)
- 2006 — Братик ведмежа 2 / Brother Bear 2 — Атка
- 2006 — Земля до початку часів 12: Великий День Птахів / The Land Before Time XII: The Great Day of the Flyers — Петрі/брат Петрі
- 2006–2007 — Шеггі та Скубі-Ду ключ знайдуть! / Shaggy & Scooby-Doo Get a Clue! — другорядні персонажі (у восьми епізодах)
- 2006, 2008 — Нова школа імператора / The Emperor's New School — ІПІ/Топо (в трьох епізодах)
- 2006–2008 — гетто / The Boondocks — різні персонажі (в п'яти епізодах)
- 2006–2009 — На заміну/ The Replacements — різні персонажі (у сімдесяти чотирьох епізодах)
- 2007 — Йди за мрією / Disney Princess Enchanted Tales: Follow Your Dreams — герцог/король Х'юберт/другорядні персонажі
- 2007 — Земля до початку часів 13: Сила дружби/ The Land Before Time XIII: The Wisdom of Friends — Петрі
- 2007–2008 — Земля до початку часів / The Land Before Time — Петрі (в двадцяти шести епізодах)
- 2007–2008 — Так і чарівна сила Жужу / Tak and the Power of Juju — різні персонажі (в п'яти епізодах)
- 2007–2009 — Transformers Animated — різні персонажі (в тридцяти дев'яти епізодах)[1]
- 2007–2010 — Чаудер/ Chowder — різні персонажі (в шести епізодах)
- 2008 — Русалочка: Початок історії Аріель / The Little Mermaid: Ariel's Beginning — Бенджамін, ламантін/стражники, риби-мечі
- 2008 — Феї / Tinker Bell — фея Кленк
- 2008 — Космос: Територія смерті / Dead Space: Downfall — Леджен/Доббс/Джексон
- 2008 — Фінеас і Ферб/ Phineas and Ferb — другорядні персонажі (в трьох епізодах)
- 2008 — Вольт / Bolt — Ллойд
- 2008–2009 — Нові пригоди Людини-павука / The Spectacular Spider-Man — другорядні персонажі (в дев'яти епізодах)
- 2008–2009 — Роги та копита. Повернення/ Back at the Barnyard — другорядні персонажі (в семи епізодах)
- 2008–2010 — Сімейство Сатурдей / The Secret Saturdays — другорядні персонажі (в шести епізодах)
- 2008–2010 — Бен-10: Інопланетна сила / Ben 10: Alien Force — другорядні персонажі (в тринадцяти епізодах)
- 2008–2010 — Дивовижні пригоди Флепджека / The Marvelous Misadventures of Flapjack — різні персонажі (в сорока восьми епізодах)
- 2008–2012 — Пінгвіни з Мадагаскару / The Penguins of Madagascar — Ковальські/Чак Чарльз/голос комп'ютера/інші персонажі (у вісімдесяти епізодах)
- 2009 — Феї: Загублений скарб/ Tinker Bell and the Lost Treasure — фея Кленк/фея Гері/троль Ліч
- 2009 — Захоплюючий світ Ель Супербеасто / The Haunted World of El Superbeasto — Ньйорда Петрон
- 2009–2011 — Бетмен: відважний та сміливий / Batman: The Brave and the Bold — Джокер[2]/Капітан Марвел/Абракадабра/другорядні персонажі (в двадцяти одному епізоді)
- 2009–2011 — Фенбой і Чам-Чам / Fanboy and Chum Chum — різні ролі (в п'ятнадцяти епізодах)

#### 2010 — цей час
- 2010 — Lego: Пригоди Клатча Пауерса Lego: The Adventures of Clutch Powers — Берні фон Бім/Арті Фол
- 2010 — Шибайголова Кік Бутовський / Kick Buttowski: Suburban Daredevil — Біллі Стампс (в трьох епізодах)
- 2010 — Феї: Чарівний порятунок / Tinker Bell and the Great Fairy Rescue — фея Кленк/водій
- 2010 — Сезон полювання 3 / Open Season 3 — граф
- 2010–2011 — Планета Шина / Planet Sheen — другорядні персонажі (в десяти епізодах)
- 2010–2012 — Бен-10: Інопланетна надсила / Ben 10: Ultimate Alien — другорядні персонажі (в дванадцяти епізодах)
- 2010–2012 — Звичайний мультик / Regular Show — різні ролі (у восьми епізодах)
- 2010–2012 — Турбо-Агент Дадлі / T.U.F.F. Puppy — різні ролі (у восьми епізодах)
- 2010, 2012 — Скубі-Ду: Містична корпорація / Scooby-Doo! Mystery Incorporated — різні ролі (в чотирьох епізодах)
- 2011 — Фінес та Ферб: Підкорення 2-го вимірювання / Phineas and Ferb The Movie: Across the 2nd Dimension — другорядні персонажі
- 2011 — Бетмен: Рік перший / Batman: Year One — Альфред Пенніуорт
- 2011–2012 — Ден проти / Dan Vs. — різні ролі (у дванадцяти епізодах)
- 2011–2013 — Юна Ліга Справедливості / Young Justice — різні ролі (в десяти епізодах)
- 2012 — Аватар: Легенда про Корре / The Legend of Korra — другорядні персонажі (в десяти епізодах)
- 2012 — Феї: Таємниця зимового лісу / Secret of the Wings — фея Дьюї
- 2012 — Франкенвіні / Frankenweenie — гігантські морські мавпи (в титрах не вказаний)
- 2012–2013 — Зелений Ліхтар / Green Lantern — Томар-Ре/герцог Найджел Фортенберрі (в трьох епізодах)
- 2013 — Кумба / Khumba — Кролик

}}

### Озвучування відеоігор
- 1993 — Ларрі 6/ Leisure Suit Larry 6: Shape Up or Slip Out! — Гері
- 1993 — Габріель Найт: Гріхи батьків / Gabriel Knight: Sins of the Fathers — різні персонажі
- 1995 — Стоункіп/ Stonekeep — Марфа/Уїнкль
- 1996 — Toonstruck[en] — різні персонажі
- 1997 — Fallout — Локслі
- 1998 — Врата Бовдури/ Baldur's Gate — різні персонажі
- 2000 — Втеча з Острова мавп/ Escape from Monkey Island — Марко Поло
- 2001 — Врата Бовдури: Трон Баал/ Baldur's Gate II: Throne of Bhaal — різні персонажі
- 2001 — Star Wars: Galactic Battlegrounds — Джанго Фетт/десантник-клон
- 2002 — Королівство сердець/ Kingdom Hearts — мер Хеллоуїнтаун[3]/пірат Смі[4]/«Бочонок»[5]
- 2002 — Star Wars Jedi Knight II: Jedi Outcast — Кайл Катарн/офіцер десантників-штурмовиків
- 2003 — Star Wars Jedi Knight: Jedi Academy — Кайл Катарн/саботажник
- 2005 — Королівство сердець 2/ Kingdom Hearts II — Мерлін/Люм'єр, чайник[6]/«Бочонок» (в англомовному дубляжі)
- 2006 — Легенда про Спайро: Новий початок/ The Legend of Spyro: A New Beginning — різні персонажі
- 2007 — Легенда про Спайро: Вічна ніч/ The Legend of Spyro: The Eternal Night — різні персонажі
- 2008 — легенда про Спайро: Народження дракона/ The Legend of Spyro: Dawn of the Dragon — Сиріл
- 2010 — Королівство Сердець: Народження сном/ Kingdom Hearts Birth by Sleep — Мерлін/пірат Смі/гном
- 2010 — Епічний Міккі[en] / Epic Mickey — пірат Смі
- 2011 — Star Wars: The Old Republic — Дарт Реван
- 2012 — Kingdom Hearts 3D: Dream Drop Distance — брати Гавс/Джузеппе[7]
- 2012 — Епічний Міккі 2: Дві легенди/ Epic Mickey 2: The Power of Two — пірат Смі

### Озвучування фільмів
- 2003 — Інспектор Гаджет 2 / Inspector Gadget 2 — Брайан
- 2007 — Зачарована / Enchanted — Піп, бурундук
- 2009 — Доктор Дуліттл 5[en] / Dr. Dolittle Million Dollar Mutts — принцеса/Рокко/жаба/кінь
- 2010 — Кішки проти собак: Помста Кітті Галор / Cats & Dogs: The Revenge of Kitty Galore — Дункан Макдугалл